# Canterbury Tales (film)
Canterbury Tales (italienska: I racconti di Canterbury) är en italiensk-fransk komedifilm från 1972 i regi av Pier Paolo Pasolini.
Filmen är baserad på Geoffrey Chaucers verk Canterburysägner.

## Utmärkelser
Filmen vann Guldbjörnen för bästa film 1972.

## Roller (urval)
- Hugh Griffith – sir January
- Laura Betti – hustrun från Bath
- Ninetto Davoli – Perkin
- Franco Citti – Djävulen
- Josephine Chaplin – May
- Alan Webb – den gamle mannen
- Pier Paolo Pasolini – Geoffrey Chaucer
- Jenny Runacre – Alison
- Derek Deadman – avlatskrämaren
- George Bethell Datch – Tabards värd
- John Francis Lane – munken
- Oscar Fochetti – Damian
- Tom Baker – Jenkin
- Guiseppe Arrigo – Pluton
- Elisabetta Genovese – Persefone